# Német Nemzeti Demokrata Párt
A Németország Nemzetidemokrata Pártja (németül: Nationaldemokratische Partei Deutschlands, NPD) egy nacionalista párt Németországban.

## Történelme

NPD 2013

A pártot 1964. november 28-án alapították a Német Birodalmi Párt örököseként (németül Deutsche Reichspartei, DRP). Elnöke 2011-től 2013. december 19-ig Holger Apfel. A párt színei – fekete-vörös-arany – a Németország zászlajának színeit mintázzák (korábban a Német Birodalom zászlaja alapján fekete-fehér-vörös volt ez a színhármas). Bírálóik azonban a barna színnel kötik össze őket, ami a nemzetiszocialisták - főleg az SA színe volt.
Az 1960-as években több kísérlet történt, hogy az NSDAP örököseként definiálják és így betiltassák őket, sikertelenül. Az NPD a mai napig a német politikai élet része maradt.
A szövetségi választásokon sohasem érték el a Bundestagba jutáshoz szükséges 5%-os határt, de az 1960-as években több német tagállam parlamentjébe bejutottak. A 2004-es szászországi választáson 9,2%-os eredménnyel 12 képviselőt küldhettek a szász tartományi parlamentbe. Ezt a sikert úgy érhették el, hogy előzőleg megegyeztek fő szélsőjobboldali riválisukkal, a Német Népi Unióval (Deutsche Volksunion, DVU). A harmadik jelentős német szélsőjobboldali párt, a Republikánusok eddig visszautasították, hogy csatlakozzanak ehhez az együttműködési egyezményhez. 2009-ben ismét bejutottak a szász parlamentbe.
Az NDP-nek 5.800 bejegyzett tagja van (2013), a  Republikánusoknak 5.500 (2011), a DVU-nak pedig 3.000 (2010).